# Tarusa
Tarusa (oroszul: Калуга) nyugat-oroszországi város az Oka partján, Moszkvától 138 km-re délnyugatra. Kerületi központ Kalugai terület.
Nevének eredeti jelentése a Tarusa folyóról származik, amelynek partján fekszik.

## Történelme
Tarusa létezéséről már 1246 óta tudunk.

## Gazdasága
Tarusában található egy Művészi Kerámia Gyár, az Orosz Űrkutatási Intézet egyik részlege és egy tejgyár.

## Temetők
Tarusában két temető található: a Régi temető és az Új temető. A Régi temetőben nyugszik Konsztantyin Pausztovszkij író, Vaszilij Vatagin szobrász, Marina Cvetajeva lánya, Ariadna Čefron, Eduard Steinberg festő, Szergej Krutilin építőmester és Nagyezsda Krandievszkaja írónő.

## Híres lakosai
- Bulat Salvovics Okudzsava, szovjet-orosz költő, énekes
- Marina Cvetaeva, szovjet-orosz költő
- Vasily Polenov, orosz festő
- Borisov-Musatov, orosz festő
- Eduard Steinberg, szovjet-orosz festő